# Siempre hay un chileno
Siempre hay un chileno es un exitoso programa de televisión chileno que se emite por Canal 13, donde cada semana Marcelo Kiwi, recorre una ciudad del mundo para encontrarse con chilenos que nos mostrarán cómo es vivir fuera de Chile y conocer los mejores secretos guardado de cada lugar.
El programa fue estrenado el 1 de julio de 2017, y ya tiene 6 temporadas de 12 capítulos, además de una séptima temporada iniciada el 9 de agosto de 2025.
En el espacio han participado alrededor de 200 chilenos alrededor del mundo.

Afiche promocional quinta temporada del programa

...Y tú, ¿volverías a Chile?

### Episodios & Países visitados
| Temporada | Capítulo | País                         | Ciudades                                 | Estreno                  |
| T01       | E01      | Vietnam                      | Hanói                                    | 1 de julio de 2017       |
| T01       | E02      | Emiratos Árabes Unidos       | Dubái                                    | 8 de julio de 2017       |
| T01       | E03      | India                        | Bangalore                                | 15 de julio de 2017      |
| T01       | E04      | Singapur                     | Singapur                                 | 22 de julio de 2017      |
| T01       | E05      | Israel                       | Tel Aviv                                 | 29 de julio de 2017      |
| T01       | E06      | Hungría                      | Budapest                                 | 19 de agosto de 2017     |
| T01       | E07      | Tailandia                    | Bangkok                                  | 26 de agosto de 2017     |
| T01       | E08      | España                       | Mallorca                                 | 2 de septiembre de 2017  |
| T01       | E09      | Israel                       | Jerusalén                                | 9 de septiembre de 2017  |
| T01       | E10      | Austria                      | Viena                                    | 16 de septiembre de 2017 |
| T01       | E11      | Portugal                     | Lisboa                                   | 23 de septiembre de 2017 |
| T01       | E12      | Marruecos                    | Casablanca, Rabat, Tánger                | 30 de septiembre de 2017 |
| T02       | E13      | Japón                        | Tokio                                    | 5 de enero de 2019       |
| T02       | E14      | Indonesia                    | Bali                                     | 5 de enero de 2019       |
| T02       | E15      | Malasia                      | Kuala Lumpur                             | 19 de enero de 2019      |
| T02       | E16      | Dinamarca                    | Copenhague                               | 19 de enero de 2019      |
| T02       | E17      | Catar                        | Doha                                     | 2 de febrero de 2019     |
| T02       | E18      | Finlandia                    | Tampere, Helsinki                        | 2 de febrero de 2019     |
| T02       | E19      | Corea del Sur                | Seúl                                     | 9 de febrero de 2019     |
| T02       | E20      | Rumania                      | Bucarest y Brasov                        | 9 de febrero de 2019     |
| T02       | E21      | Países Bajos                 | Ámsterdam                                | 16 de febrero de 2019    |
| T02       | E22      | China                        | Shanghái                                 | 16 de febrero de 2019    |
| T02       | E23      | Alemania                     | Colonia, Düsseldorf, Bonn                | 21 de febrero de 2019    |
| T02       | E24      | China                        | Hong Kong                                | 21 de febrero de 2019    |
| T03       | E25      | Kenia                        | Nairobi                                  | 4 de enero de 2020       |
| T03       | E26      | Suecia                       | Estocolmo, Gotemburgo                    | 11 de enero de 2020      |
| T03       | E27      | Polonia                      | Varsovia y Cracovia                      | 18 de enero de 2020      |
| T03       | E28      | Sudáfrica                    | Ciudad del Cabo, Johannesburgo, Limpopo  | 25 de enero de 2020      |
| T03       | E29      | Tailandia                    | Koh Tao, Pattaya, Chiang Mai             | 1 de febrero de 2020     |
| T03       | E30      | China                        | Beijing                                  | 8 de febrero de 2020     |
| T03       | E31      | Filipinas                    | Palawan, Manila                          | 15 de febrero de 2020    |
| T03       | E32      | Letonia , Estonia y Lituania | Riga, Tallin y Vilna                     | 7 de marzo de 2020       |
| T03       | E33      | Mozambique                   | Maputo, Manhiça                          | 14 de marzo de 2020      |
| T03       | E34      | Chipre                       | Nicosia                                  | 21 de marzo de 2020      |
| T03       | E35      | Turquía                      | Estambul                                 | 28 de marzo de 2020      |
| T03       | E36      | Taiwán                       | Taipéi, Kaohsiung y Hsinchu              | 18 de abril de 2020      |
| T04       | E37      | Grecia                       | Atenas                                   | 1 de julio de 2021       |
| T04       | E38      | República Checa              | Praga                                    | 8 de julio de 2021       |
| T04       | E39      | Croacia                      | Zagreb, Dubrovnik, Hvar y Split.         | 15 de julio de 2021      |
| T04       | E40      | Alemania                     | Berlín                                   | 22 de julio de 2021      |
| T04       | E41      | España                       | Islas Canarias                           | 29 de julio de 2021      |
| T04       | E42      | Serbia                       | Novi Sad, Belgrado                       | 5 de agosto de 2021      |
| T04       | E43      | Francia                      | París                                    | 12 de agosto de 2021     |
| T04       | E44      | Islandia                     | Reikiavik                                | 19 de agosto de 2021     |
| T04       | E45      | Italia                       | Roma                                     | 26 de agosto de 2021     |
| T05       | E46      | Irlanda                      | Dublín                                   | 3 de junio de 2023       |
| T05       | E47      | Francia / Mónaco             | Cannes, Niza, Mónaco                     | 10 de junio de 2023      |
| T05       | E48      | Portugal                     | Oporto                                   | 17 de junio de 2023      |
| T05       | E49      | Estados Unidos               | Miami                                    | 24 de junio de 2023      |
| T05       | E50      | Japón                        | Kioto                                    | 2 de julio de 2023       |
| T05       | E51      | México                       | CDMX                                     | 8 de julio de 2023       |
| T05       | E52      | España                       | Marbella, Sevilla, Granada               | 15 de julio de 2023      |
| T05       | E53      | Japón                        | Osaka, Kobe, Tokio                       | 22 de julio de 2023      |
| T05       | E54      | India                        | Delhi, Rishikesh, Jaipur                 | 5 de agosto de 2023      |
| T05       | E55      | México                       | Cozumel, Cancún, Tulum, Playa del Carmen | 12 de agosto de 2023     |
| T05       | E56      | Reino Unido (Inglaterra )    | Londres                                  | 18 de agosto de 2023     |
| T05       | E57      | Malta                        | La Valeta                                | 16 de septiembre de 2023 |
| T06       | E58      | Vietnam                      | Ho Chi Minh                              | 28 de septiembre de 2024 |
| T06       | E59      | Nueva Zelanda                | Auckland                                 | 5 de octubre de 2024     |
| T06       | E60      | Egipto                       | El Cairo                                 | 12 de octubre de 2024    |
| T06       | E61      | España                       | Madrid                                   | 19 de octubre de 2024    |
| T06       | E62      | Australia                    | Melbourne                                | 26 de octubre de 2024    |
| T06       | E63      | Estados Unidos               | Nueva York                               | 2 de noviembre de 2024   |
| T06       | E64      | Canadá                       | Toronto                                  | 16 de noviembre de 2024  |
| T06       | E65      | Australia                    | Sídney                                   | 23 de noviembre de 2024  |
| T06       | E66      | Italia                       | Milán                                    | 30 de noviembre de 2024  |
| T06       | E67      | Reino Unido (Escocia )       | Edimburgo                                | 7 de diciembre de 2024   |
| T06       | E68      | Aruba , R. Países Bajos      | Oranjestad                               | 14 de diciembre de 2024  |
| T06       | E69      | Noruega                      | Oslo                                     | 21 de diciembre de 2024  |
| T07       | E70      | Camboya                      | Nom Pen y Siem Riep                      | 9 de agosto de 2025      |
| T07       | E71      | Suiza                        | Zúrich                                   | 16 de agosto de 2025     |

### Primera temporada (2017)

#### Hanói,Vietnam
Lugares visitados: Museo Etnográfico, Templo de la literatura, Mercado Thàn Phô, Mausoleo de Ho Chi Minh, Puente Long Biên, Hoàn Kiếm Lake, Parque Lý Thái Tổ, Old Quarter. 
- Jessica Pozo, abogada (desde 2008).
- Francisco Jiménez, profesor de fútbol (desde 2015).
- Matías Hidalgo, músico (desde 2015).

#### Dubái,Emiratos Árabes Unidos
Lugares visitados: Mall of the Emirates, Metro de Dubái, Deira, Mercado del Oro: Gold Souk, Mercado Spice Souk, Jumeirah Lake Towers, Marina Beach, Atlantis The Palm, Burj Khalifa, Dubai Mall, Burj Al Arab, España Lounge Bar, Bastakiya, Museo de Dubái, Local House (restaurant). 
- Patricio Pérez, chef (desde 2014).
- Consuelo Vergara, profesora (desde 2016).
- Vicente Allende, cantautor (desde 2004)
- María Pía Edwards, consejera de lactancia (desde 2009)

#### Bangalore,India
Lugares visitados: Mahatma Gandhi Road, Sindhi Colony, Jardín Botánico Lal Bagh, Templo del Toro, Liber (pub), Basavanagudi, Church street, Mercado de las flores Krishna Rajendra, Cubbon Park.
- Cristián Guajardo, informático (desde 2016).
- Pablo Mera, diseñador de videojuegos (desde 2016).
- Liz Barraza, profesora de tango (desde 2015).
- José Miguel Vives, productor de videojuegos (desde 2016).

#### Singapur
Lugares visitados: Sky Park, Marina Bay, Bukit Batok Natural Park, Gardens by the bay, Gatto Pardo (restaurant), Chinatown, Reserva ecológica Mac Ritchie, Barrio Tiong Bahrn, Boon Lay, Lucky Plaza, Campus NTU (Universidad Tecnológica de Nanyang), Jardín Chino.
- Iván Klenner, ingeniero (desde 2015).
- Constanza Gallegos, traductora (desde 2010).
- Jorge Thauby, publicista (desde 2014).
- Lorena Tapia, estudiante (desde 2016).

#### Tel Aviv,Israel
Lugares visitados: Teatro HaBima, Puerto de Tel Aviv, Parque Yarkon, Mercado Sarona, Puerto de Cesarea, Barrio Karkur, Barrio Zikhron Ya’aqov, Playa Cesarea, Centro Suzanne Dellal, Memorial de Isaac Rabin, Plaza Rabin, Universidad de Tel Aviv, Mercado del Carmelo, Rothschild Boulevard, Puente de los deseos, Jaffa. 
- Arie Elbelman R., consultor en marketing (desde 2010).
- Joyce Bleycher, asistente educacional (desde 2004).
- Isaac Meilijson, profesor (desde 1961).
- Lorena Pizarro, estudiante postgrado (desde 2015).

#### Budapest,Hungría
Lugares visitados: Museo Nacional de Budapest, Barrio Belváros, Mercado Central de Budapest, Parque de los Héroes, Barrio de Buda, Iglesia de San Matías, Puente de las Cadenas, Academia Liszt, Puente de la Libertad, Colina Gellért, Estatua de la Libertad, Isla Margarita, Széll Kálmán Tér, Barrio judío de Budapest, Gran Sinagoga, Parque Memento, Castillo de Buda, Oktogon, Ópera Nacional de Hungría, Basílica de San Esteban, Plaza de la Libertad, Estatua de Ronald Reagan, Parlamento de Hungría, Monumento de los zapatos.
- Soledad Mayo, misionera (desde 2016).
- Rodrigo Contreras, cimbalista (desde 2016).
- Inés Chibbarro, filóloga (desde 1955).
- Nicolás Soffer, supervisor call center (desde 2010).

#### Bangkok,Tailandia
Lugares visitados: The Golden Mount, Barrio Si Lom, Parque Lumphini, Hotel Banyan Tree, Mercado Chatuchak, Estadio Nacional BTS, Museo Erawan, Wat Worachanyawas, Pom Phra Sumen, Wat Pho, Distrito Ratchatheni, Khao San Road, Estación Chong Nonsi, Gran Palacio de Bangkok, Mercado Klong Toey.
- Franco Alaniz, ejecutivo comercial (desde 2010).
- Samantha Ballesteros, estudiante (desde 2014).
- Eduardo Gendelman, comerciante (desde 2016).
- Daniel Sanhueza, consultor marketing (desde 2015).

#### Mallorca,España
Lugares visitados: Mercado del Olivar, Plaza Mayor, Ca’n Joan de s’Aigo (chocolatería), Ayuntamiento de Palma de Mallorca, Catedral de Santa María, Magaluf, Valdemosa, Real Cartuja de Valdemosa, Ca’n Molinas (pastelería), Estatua de Santa Catalina, Deyá, Puerto de Sóller, Castillo de Bellver, Plaza Santa Catalina Tomás, Bar Ca’n Pereo, Alcudia, Mirador de las Murallas de Alcudia, Playa San Joan.
- Fernando Benavides, artesano y comerciante (desde 2013).
- Becky Benadava, profesora de francés (desde 1974).
- Rodrigo González, arquitecto (desde 2012).

#### Jerusalén,Israel
Lugares visitados: Ciudad vieja, Puerta de Damasco, Iglesia del Santo Sepulcro, Mezquita de Al-Aqsa, Muro de los lamentos, Vecindario de Los Valientes, Mar Muerto, Masada, Mercado Mahane Yehuda, Avenida Eliezer Ben-Yehuda, Hebrew Music Museum, Barrio Alemán, Sinagoga Beit ha-Kneset, Barrio Nachlaot,  
- Víctor Toledo, arqueólogo e Isabel Bendeck, ingeniera comercial (desde 2016).
- Max Raphael, estudiante ingeniería (desde 2011).
- Gloria Dávalos, pianista (desde 1970).
- Deborah Jacubovsky, actriz y cantante (desde 2012).

#### Viena,Austria
Lugares visitados: Palacio Schönbrunn, Ópera de Viena, Palacio Imperial de Hofburg, Estación Central de Trenes de Viena, Montaña Kahlenberg, Catedral de San Esteban, Plaza de los Héroes, Donaupark, Mercado Viktor Adler, Palacio Belvedere, Gasthaus Reinthaler, Museumsquartier, Parque Prater, Lainzer Tiergarten, Hermesvilla, Torres Flak, Planta de incineración Spittelau.
- Leonardo Navarro, Tenor (desde 2016).
- Alejandro Peña, concejal (desde 1980).
- Carla Bobadilla, artista visual (desde 2002).
- Cristián López, administrador de hotel (desde 2005).

#### Lisboa,Portugal
Lugares visitados: Avenida da Liberdade, Estatua de José Tomás Sousa Martins, Placa de fallecimiento de Luis de Camões, Atigelinha (restaurant), Iglesia de Santo Domingo, Mercado do Forno do Tijolo, Fablab Lisboa, Mirador de Monte Agudo, Mirador de la Señora del Monte, Villa Graça, Rua da Bica, Mercado da Ribeira (TimeOut), Torre de Belém, Monumento a los Descubrimientos, Monasterio de los Jerónimos, Pastéis de Belém (tienda original), Cascais, Plaza de Figueira, Sé de Lisboa, Alfama, Plaza del Comercio, Arco de Rua Augusta, Elevador de Santa Justa, Cais do Sodre, Amanda.
- Laura Morales, trabaja en turismo (desde 1980).
- Ian Yurisch, diseñador (desde 2011).
- Mauricio Toro, estudiante de doctorado (desde 2016).
- Claudio Lira, diseñador gráfico (desde 2000).

#### Marruecos
Lugares visitados:
- Marrakech: Plaza de Yamaa el Fna, Medina de Marrakech, barrio de los curtidores, paseo en camello por El Palmeral.
- Casablanca: Medina de Casablanca, Mezquita Hassan II.
- Rabat: Gare de Salé, Madraza de Salé, Cementerio de Salé, Kasbah de los Udayas, Mausoleo de Mohammed V, Medina de Rabat.
- Tánger: Petit Socco, Hotel Continental.

Participantes:
- Francisco Toledo, director creativo (desde 2015) - Marrakech.
- Valeska Santana, trapecista (desde 2016) - Casablanca.
- Carlos Atallah, gerente multinacional (desde 2013) - Rabat.
- Francisco de Corcuera, pintor (desde 2001) - Tánger.

### Segunda temporada (2019)

#### Tokio,Japón
Lugares visitados: Nakameguro, Shibuya, Estatua de Hachiko, Cruce de Shibuya, WaraTako (restaurant de comida rápida), Omotesando, Sauna+Sleep (hotel cápsula), Roppongi Hills, Calle Takeshita, Harry Zoo Café Harajuku, Maid Café, Parque Ueno, Setagaya, Calle Kappabashi, Estación de Ueno, Sensō-ji, Jiyugaoka, Jardines Hamarikyu, Odaiba, Estatua de Gundam, Ginza.
- Juan Pablo Vieytes, Consultor estratégico (desde 2001).
- Tamara Arriagada, Guía turística (desde 2016).
- Ricardo González, Empresario gastronómico (desde 1992).
- Felipe Toro, Gestor de bienes raíces (desde 2006).

#### Bali,Indonesia
Lugares visitados: Ubud, Hotel Bambu Indah, Cascada de Tegenungan, Templo Uluwatu, Doremi Excellent School, Isla Gili Trawangan, Hotel La Favela, Denpasar, Parque Puputan Badung, Kuta, Mercado Badung.
- Pablo Luna, Arquitecto en Bambú (desde 2017).
- Natalia Romero, Profesora de inglés (desde 2017).
- Juan Pablo Soza, Ingeniero comercial (desde 2012).
- Angelina Leal, Tripulante de crucero (desde 2014).

#### Kuala Lumpur,Malasia
Lugares visitados: Masjid Jamek, Barrio Indio, Taman Tasik Titiwangsa, Petaling Street, Central Market, Templo Thean Hou, Putrajaya, Mezquita Putra, Jardín Botánico de Putrajaya, Templo Hindú, Pavilion Kuala Lumpur, Cuevas de Batu, Monumento a los Héroes, Heli Lounge Bar, Torres Petronas, Torre Kuala Lumpur, Edificio Sultán Abdul Samad, Plaza Merdeka, Kuala Lumpur City Gallery, Jalan Alor.
- Javiera Núñez, Estudiante de doctorado (desde 2016).
- Gisela Zeiner, Emprendedora (desde 2009).
- Patricio Salgado, Encargado administrativo (desde 2011).
- Catalina Fernández, Profesora de Inglés (desde 2014)

#### Copenhague,Dinamarca
Lugares visitados: Paseo Marítimo Nyhavn, Palacio de Amalienborg, Iglesia de Mármol, Skuespilhuset (Teatro Real), Nordatlantens Brygge, Fuente de Gefion, Parque Langelinie, Estatua de La Sirenita, Kastellet, Kastelsmøllen, Østerbro, Nørrebro, ElStudio CphDance, Jardines Tivoli, Valby, Albertslund, Gigantes olvidados, Foodsharing Copenhague, Nørrebrohallen, Plaza Roja, Plaza Negra, Plaza Verde, Nørreport, Estación Nørreport, Køvenhavner Cafeen, Palacio de Christiansborg, Bastard Café, Corte de Copenhague, Christiania.
Participantes:
- Javier Aicon, Ingeniero energético (desde 2017).
- Pía Palacios, Profesora de baile (desde 2016).
- Victoria Osorio, Psicóloga (desde 2018).
- Rodolfo González, Máster en Economía (desde 2017).

Otros participantes acreditados:
- Gabriela Santa María, chilena, atiende puesto de jugos.
- León, perro chileno de Pía.
- Diego, chileno, pareja de Victoria,

#### Doha,Catar
Lugares visitados: La Perla, Playa Bahriya, Canal Quartier, Medina Centrale, Dhow Harbour, Museo de Arte Islámico, Calle Al Jazeera, Aspire Zone, Al Wakrah, English Modern School, Al Sadd, Centro Comercial Villaggio, Torre Aspire, Marmara Istanbul Restaurant, Souq Waqif.
- Pamela Arredondo, Dueña de casa (desde 2017).
- Adam Gertsmann, Tripulante de cabina (desde 2018).
- Katherine Hoffmann, Dueña de casa (desde 2016).
- Nicole Dawidowicz, Profesora de inglés (desde 2018).

#### Finlandia
Lugares visitados:
- Tampere: Rauhaniemen Kansankylpylä, Torre Pyynikki, Reserva Natural Ritajärvi, Puente Laukonsilta, Laukontori, Viikinsaari, Näsinneula.
- Helsinki: Kallio, Suvilahti, Circus Helsinki, Kauppahalli Saluhall, Mercado Hakaniemi, Parque Kaisaniemi, Sibelius Monumentti, Mercado Hietalahti, Mannerheimintie, Estación Central de Helsinki, Mercado Kauppatori, Palacio Presidencial, Tuomiokirkko (Catedral de Helsinki).

Participantes:
- Catherine Gerson, Guía turística (desde 2016).
- Mónika Fernández, Médico y música (desde 2016).
- Celso Carvajal, Profesor de circo (desde 2008).
- Manuela Solís, Profesora (desde 1998).

#### Seúl,Corea del Sur
Lugares visitados: Mercado Noryangjin, Universidad Hankuk, Papa Dogs Café, Insa-Dong, Bukchon, Mercado Gwang Sun, Myeongnyun, Parque Naksan, Puerta de Dongdaemun, Estatua del Almirante Yi Sun-sin, Palacio Gyeongbokgung, Río Cheong Gye Cheon, Municipalidad de Seúl, Dongdemon, Myeong-Dong, Puerta Este de Namdaemun, Gangnam-gu, Estatua de Gangnam style, Torre de SMTOWN, Templo budista Bongeunsa, JYP Entertainment, Barrio Hongdae.
- Macarena Bravo, Estudiante de coreano (desde 2016).
- Alan Ayala, Community manager (desde 2013).
- Carolina Rodenas, Dueña de casa (desde 2017).
- Pía Werlinger, Estudiante de postgrado (desde 2015).

#### Rumania
Lugares visitados:
- Bucarest: Plaza Unirii, Palacio del Parlamento Rumano, Monasterio Antim, Calea Victoriei, Palacio Real, Biblioteca General, Plaza de la Revolución, Librería Carturesti Carusel, DAVO Law Offices, Fabrica Club,  Parque Carol, Monumento al Soldado Desconocido, Arenele Romane, Colina de la Metrópolis, Catedral Patriarcal de Bucarest, Curtea Veche, Banco Nacional, Hanul Hanuc (Cervecería).
- Brasov: Centro histórico, Museo Medieval Bastionul Tesatorilor, Castillo de Bran, Museo del Pueblo.

Participantes:
- Bárbara Vio, Abogada (desde 2009) - Bucarest.
- Arístides Panaitescu, Músico Percusionista (desde 1994) - Bucarest.
- Humberto Aguilar, Músico (desde 2001) - Brasov.

Otros participantes acreditados:
- Alma Aguilar, hija de Humberto, nacida en Rumania.
- Anca Florescu-Bratei, Profesora parvularia, esposa de Humberto.
- Silvian Duica, actor rumano, amigo de Humberto.

#### Ámsterdam,Países Bajos
Lugares visitados: Jordaan, Johnny Coffee Shop, Canales de Ámsterdam, Amsterdam Centraal, Biblioteca pública de Ámsterdam, Sky Lounge Amsterdam, Brouwerij ’t IJ, Vondelpark, Rijksmuseum (letras I amsterdam), Museo del Cine, Barrio NDSM (street art), Barrio Rojo, Dam Square, Palacio Real de Ámsterdam, De Papegaai (iglesia), Begijnhof, Vleminckx (street food), Mercado de las flores, Leidseplein.
- Loreto Corbalán Smith, Actriz (desde 1979).
- Nicole Van Baal Feller, Evaluadora de Diplomas (desde 2006).
- Rodrigo Cortés, Músico de sesión (desde 2001)
- Daniela Navarrete, Intérprete (desde 2009).

#### Shanghái,China
Lugares visitados: Calle Nanjing, El Bund, Jardín y Mercado Yuyuan, Mercado de los Novios, Templo Jing’an, Concesión Francesa de Shanghái, Parque Jing’an, Zhongxing Road, Tianzifang, Hotel Andaz, Xintiandi, Julu lu, Zapfler German Brewery, Bund 8, Bar Rouge, Distrito Jing’an.
- David Bobadilla, Estudiante de economía (desde 2016).
- Mª Antonieta Landa, Emprendedora (desde 2014).
- Rodrigo Riveros, Emprendedor (desde 2015).

#### Alemania
Lugares visitados:
- Colonia: Catedral de Colonia, Puente Honhenzollern, Aachener Straße, Parque Aachener Weihe, Mezquita de Colonia, Köln Ehrenfeld.
- Düsseldorf: Estación Central de Düsseldorf, Königsallee, Río Rin, Puerto Antiguo, Neuer Zollhof, Ayuntamiento de Düsseldorf, Wolker Straße.
- Bonn: Marktplatz Bonn, Alcaldía de Bonn, Casa de Beethoven, Sterntor (Puerta de la Estrella), Parque Rheinaue, Drachenfels, La Taberna Latina (restaurant).

Participantes:
- Gabriel Riquelme, chileno, nacido en Alemania. Productor de eventos (desde 2001) - Colonia.
- Francisca Barra Taladriz, Abogada (desde 2018) - Düsseldorf.
- Marcelo Humeres - Chef de cocina (desde 1990) - Bonn.

#### Hong Kong,China
Lugares visitados: Hipódromo de Happy Valley, Wan Chai, Lan Kwai Fong, Song Cha Xie, Kowloon Park, Monasterio de los 10 mil Budas, Mongkok, Tsim Sha Tsui, Hong Kong Park, Chi Lin Nunnery, The Peak (Cumbre Victoria), Puerto de Victoria, International Commerce Centre, Symphony of Lights.
- Giampiero Carro, Ingeniero comercial (desde 2017).
- Willy Herrera, Recepcionista de turismo (desde 2017).
- Karen Herrera, Ingeniera en construcción (desde 2015).
- Antonio Valdés, Economista asociado (desde 2015).

### Tercera temporada (2020)

#### Nairobi,Kenia
Lugares visitados: Parque Nacional Nairobi, Toi Market, Kibera, Kindaruma Road, Dagos (bar y restaurant), Masai Market, Karura Forest, K1 Klubhouse.  
Participantes:
- Mª Eugenia Matus Vargas, Periodista (desde 2017).
- Mª Jesús Figueroa Bauzá, Enfermera-Matrona, Fundación Maisha (desde 2019).
- Francisco Cockbaine, Consultor E-commerce (desde 2017).

Otros participantes acreditados:
- Marianne Lühmann, Enfermera-Matrona Fundación Maisha.
- Mª Jesús Urcelay, Enfermera-Matrona Fundación Maisha.

#### Suecia
Lugares visitados:
- Estocolmo: Kulturehuset, Mercado Hötorgshallen (Rincón Chileno), Estudios Radio Bahía, Museo ABBA, Skansen, Gamla Stan, Congreso Nacional de Suecia, Museo Nobel, Plaza Mariatorget, Distrito Södermalm, Norrmalm, Restaurant Riche.
- Gotemburgo: Götaplatsen, Konserthuset, Göteborgs Botaniska Trädgård, Gretas Nightclub, Estación Central, Östermalms, Restaurant Más (peruano), Magasinsgatan, Donsö.

Participantes:
- Romi Fernández Poblete, Operador y programador de maquinaria / Locutor radio (desde 2003).
- Carla Garlaschi (AKA Princess Prada), Artista visual y performer (desde 2008).
- Wilson Santana Prosser, Dueño discoteca y empresario (desde 1985).
- Fabián Montecinos, Chef (desde 1980).

Otros participantes acreditados:
- Yerko Budrović, Coanimador programa de radio, chileno (desde 2003).

#### Polonia
Lugares visitados:
- Varsovia: Puente Śląsko-Dąbrowski, Distrito Praga, Catedral de San Miguel, Little Georgia, Calle Mała, Bar Zabrowski, Stadion Narodowy w Warszawie (Estadio Nacional), Río Vístula, Plac Europejski (letras “KOCHAM WARSZAWE”), Columna de Segismundo, Castillo Real de Varsovia, Búnker Anielewicz, Museo Polin, Monumento a los Héroes del Ghetto, Estatua de Jan Karski, Tumba del Soldado Desconocido, Krakowskie Przedmieście, Nowy Świat, Pijana Wiśnia (Bar de Wiśniówka), Pałac Kultury i Nauki, Parque Real y Palacio Łazienki, Centro de Ciencias Kopernik, Smitha Pattona.
- Cracovia: Rynek Główny (Plaza del Mercado), Basílica de Santa María, Kazimierz, Mercado Okrąglak, Fábrica de Oskar Schindler, Castillo de Wawel, Sprzedaź Art Metalowych.

Participantes:
- Felipe Sanhueza, Ingeniero comercial (desde 2015) - Varsovia.
- Mª Gabriela Vásquez Moncayo, Abogada - Analista antilavado de activos (desde 2018) - Varsovia.
- Hugo Adaos Alcayaga, Ingeniero en proyectos (desde 2016) - Cracovia.

#### Sudáfrica
Lugares visitados:
- Ciudad del Cabo: Playa de Muizenberg, St. James Beach, Boulders Beach, Kirstenbosch National Botanical Garden, Bo-Kaap, Table Mountain.
- Johannesburgo: Nelson Mandela Square (Mall), Soweto, Mandela House, Centro de Johannesburgo, Sede de ANC, Gauteng, Barrio Sandton, Dandy Lifestyle Corner (restaurant), Torres de Soweto.
- Limpopo: Aldea Xilthelani, Parque Nacional Kruger.

Participantes:
- Trinidad Morán, Relacionadora Pública (desde 2014) - Ciudad del Cabo.
- Orlando Vargas, Emprendedor circense (desde 2006) - Johannesburgo.
- Natalia Ureta, Trabajadora social, Fundación Amandla (desde 2018) - Limpopo.

Otros participantes:
- Marco Vargas, Hermano de Orlando.

#### Tailandia
Lugares visitados:
- Koh Tao: Oceansound Dive Yoga (escuela de buceo), 7 Eleven, Bamboo Tattoo, Aow Leuk (playa y excárcel), Yang Restaurant, Letras “@ Love Koh Tao”.
- Pattaya: Pattaya Floating Market, Templo de la Verdad, Fairtex Pattaya (centro entrenamiento MMA), Koh Larn (Isla de los Monos), Walking Street.
- Chiang Mai: Ciudad Antigua, Warorot Market, Wat Phra That Doi Suthep, Lago Huay Tung Tao.

Participantes:
- Javiera Del Río, Parvularia y José Ugarte Reyes, Instructor de buceo (desde 2014) - Koh Tao.
- Josefa Anaíss Ramírez Azúa, Artista visual (desde 2017) - Pattaya.
- Rodrigo Bermúdez, Voluntario y profesor de inglés (desde 2009) - Chiang Mai.

Otros participantes:
- Sofía, hija de Javiera y José, nacida en Tailandia.
- Mr. White, gato, “dueño” del barco en que trabaja José.
- William Aránguiz, chileno, luchador MMA, esposo de Anaíss.

#### Beijing,China
Lugares visitados: Palacio de Verano, Colina de la longevidad, Plaza Tiananmén, Ciudad Prohibida, Parque Jingshan, Templo del Cielo, Jinshanling (Muralla China), Wangfujing, Drum Tower, Di’anmen, Torre de la Campana, Mr. Shi’s Dumplings (restaurant), Haidilao Hot Pot, Universidad de Medicina China.
- Carolina Díaz Ponce, Estudiante de doctorado (desde 2013).
- Rafael Núñez Alarcón, Estudiante (desde 2009).
- Nattaly Rojas, Traductora chino, inglés y español (desde 2009).
- Nicolás Pinto Schulz, Acupunturista (desde 2014).

#### Filipinas
Lugares visitados:
- El Nido: Isla Simizu, Phi Phi Island.
- Manila: Makati, Edge Bar Discovery Primea Hotel, Tondó, Young Focus (fundación), Abot Tala, Intramuros, Iglesia de San Agustín, Baluarte de San Diego, Fuerte Santiago, Estatua de José Rizal, Parque Rizal, Paco Park.

Participantes:
- Héctor Surjan, Consultor en tecnologías informáticas (desde 2014) - El Nido y Manila.
- Constanza González, Psicóloga (desde 2018) - Manila.
- Jorge Müller, Consultor transporte público (desde 1999) - Manila.

#### Repúblicas Bálticas
Lugares visitados:
- Riga, Letonia : Mercado Central, Positivus Festival, Monumento a la Libertad, Centro histórico, Parque Bastejkalns, Río Daugava.
- Tallin, Estonia : T1 Mall of Tallin, Linnahall, Parque Kadriorg, Casa de Gobierno (Palacio Kadriorg), Teekond & Koduaed (Monumento a las víctimas del comunismo), Mäletusmärk Deporteeritutele, Patarei, Telliskivi.
- Vilna, Lituania : Torre de Gediminas, Palacio Presidencial, Universidad de Vilna (Facultad de Filosofía), Iglesia de la Santa Cruz, Etno Dvaras (restaurant), Trakai, Castillo de Trakai.

Participantes:
- Miguel Hernández Giraldi, Músico y profesor de percusión (desde 2009) - Letonia.
- Esteban Máximo Granyak, Misionero catecúmeno Iglesia Católica (desde 2016) - Letonia.
- Izak Mora, Arquitecto y artista callejero (desde 2013) - Estonia.
- Andrés Lavín, Sacerdote (desde 1997) - Lituania.

Otros participantes acreditados:
- Ketty Rojas Altamirano, esposa de Esteban. Misionera catecúmena Iglesia Católica (desde 2016).
- Diego Almeyda, Dueño de carrito de café, chileno en Estonia (desde 2012), amigo de Izak.

Curiosidades:
- Andrés Lavín, es hermano del excandidato presidencial Joaquín Lavín, y a la fecha de filmación, era el único chileno registrado como residente de Lituania.

#### Mozambique
Lugares visitados:
- Maputo: Mercado Municipal, Club Naval, Estación Central de Trenes, Jardín Botánico Tunduru, Feima, Graciana (restaurant), Avenida Salvador Allende, Hotel Polana.
- Mahniça: Praia do Bilene.

Participantes:
- Karina Arce, Directora jardín infantil (desde 2007) - Maputo.
- Ana Sánchez, Emprendedora (desde 2009) - Mahniça.
- Ariela Díaz, Veterinaria (desde 1977) - Maputo.

Otros participantes acreditados:
- Giovanni De Sousa, Empresario. Marido de Ana (Hijo de portugués y chilena).
- Bruno Gallardo, chileno, cuñado de Ana.
- José Alves, Empresario, portugués, marido de Ariela.
- Marco Correia, Empresario, Mozambiqueño, yerno de Ariela.
- Valentina Díaz, Ingeniera agrónoma, hermana de Ariela.

#### Nicosia,Chipre
Lugares visitados: Ledras, Parte turca de Nicosia, Iglesia de Santa Sofía, Famagusta, Playa de Constancia, Canal Nacional de Chipre (RIK), Roca Camp (Base Militar ONU), Kyrenia, Castillo de Kyrenia, Anfiteatro de Kourion, Petra Tou Romiou (Playa de Afrodita), Ciudad Antigua.
Participantes:
- Daphne López, Diseñadora multimedia (desde 2007). Nacida en Alemania, hija de chileno y chipriota.
- Sterzo Beroš, Oficial de la Armada de Chile (desde 2019).
- Sara María Zuljević, Psicóloga (desde 1981).

Otros participantes acreditados:
- Ricardo López, padre de Daphne. Filósofo y productor de cine (desde 1979).

#### Estambul,Turquía
Lugares visitados: Mezquita del Sultán Ahmed, Bósforo, Torre de la Doncella, Plaza Taksim, Santa Sofía, Ceremonia de Dervishes, Universidad de Estambul, Gran Bazar, monumento al comerciante de telas, Eminönü Haliç, Mezquita de Ortaköy, Parque Bebek, Rumeli Hisari, Universidad Koç, Avenida de Istiklal.
- Carol De La Paz, Deportista de alto rendimiento (desde 2015).
- Carolina Apara, Psicóloga y profesora de español (desde 2014).
- Andrés Aravena, Investigador científico y profesor universitario (desde 2015).
- Mª Laura Ramírez, Estudiante de doctorado en diseño (desde 2019).

#### Taiwán
Lugares visitados:
- Taipéi: Lion & Lion Language School, Estación Central de Taipéi, Museo Nacional del Palacio, Taipéi 101, Shifen Station, Mercado Nocturno Shilin,
- Kaohsiung: Templo Laguna de la Flor de Loto, Estación de Metro Formosa, Pier 2 (Puerto Nº 2), Río del Amor, Estación Central Park.
- Hsinchu: Museo del Cristal, Big City (Mall), Puerta de Hsinchu, Templo De Dios,

Participantes:
- Paulina Machado, Profesora de Español e Inglés, (desde 2016) - Taipéi y Kaohsiung.
- Isu Hsing, Empresario, nacido en Taiwán (desde 2009) - Taipéi.
- Su Chen, Estudiante, nacida en Taiwán (desde 2012) - Hsinchu.

### Cuarta temporada (2021)
Esta temporada es la única que no cuenta con 12 capítulos, se grabó completamente en países europeos y al final de la primera ola del COVID-19.
En la emisión del live del 22 de diciembre de 2024, en su cuenta de Instagram, se reveló que esta temporada fue cesada por órdenes de un ejecutivo del canal - de ese entonces - y que estaban proyectados capítulos con participantes confirmados para ser grabados en Ucrania y Rusia.

#### Atenas,Grecia
Lugares visitados: Plaza de la Constitución, Parlamento de Grecia, Jardín Real, Estadio Kallimármaro, Acrópolis de Atenas, Monte Licabeto, Eleusis, Yacimiento arqueológico de Eleusis (templo de Deméter), Isla de Salamina, Magoula, Iglesia de la Verdadera Cruz, Centro Cultural Fundación Stavros Niarchos, Glyfada, Estatua Emperador Constantino.
- Elvis Peña, Maestro constructor (desde 2000).
- Victoria Olivares, Agente de telecomunicaciones (desde 2018).
- Carlos Vergara, Profesor de castellano (desde 1985).
- Marcela Soto, Psicóloga forense (desde 2003).

#### Praga,República Checa
Lugares visitados: Metrónomo de Praga, Calle Pařížská, Cementerio Judío, Estatua de Franz Kafka, Río Moldava, Petřín, Torre de observación de Petřín, Staromestske Namesti, Reloj astronómico de Praga, Monumento de Jan Hus, Puente Carlos, Castillo de Praga, Callejón Dorado, Museo Franz Kafka, Monasterio Strahov (cerveceria), Estación Central de Praga, Kutná Hora, Iglesia de Santa Bárbara, Jihlava.
- Consuelo Knust, Editora de contenido (desde 2014).
- Andrés Vidal, Guía turístico y músico (desde 2011).
- Cristián Vera, Diseñador gráfico (desde 2015).

#### Croacia
Lugares visitados:
- Zagreb: Plaza Ban Jelačić, Mercado Dolac, Kravata Zagreb (tienda de corbatas), Plaza San Marcos, Iglesia de San Marcos, Parlamento Croata, Túnel Grič, Estación Central de Zagreb, La Canntina (cannabis shop), Catedral de Zagreb (vista desde mirador), Calle Tkalčićeva.
- Dubrovnik: Puerta Pile (Ciudad Amurallada), Avenida Stradun, Catedral de Dubrovnik, Escalera de los Jesuitas, Museo de la Guerra, Puerto Antiguo de Dubrovnik, Lokrum, Colina de Srđ.
- Split: Puerto de Split, Palacio de Diocleciano.
- Hvar: Plaza de San Esteban, Fortaleza Španjola.

Participantes:
- Evelyn Guzmán, Fotógrafa (desde 2017) - Zagreb.
- Jenny Kamber, Empresaria turística (desde 2001) - Dubrovnik.
- Soledad Martínez, Profesora de Educación Física (desde 2017) - Split y Hvar.

#### Berlín,Alemania
Lugares visitados: Puerta de Brandenburgo, Friedrichstraße, Tienda Ampelmann, Gendarmenmarkt (Konzerthaus Berlin, Französicher Dom, Deutscher Dom), Pratergarten, Isla de los Museos, Lustgarten, South Embassy (tienda de vinos y productos chilenos), Iglesia de Sión, Nollendorfplatz, Monumento a los Judíos de Europa Asesinados, Europa Center, Checkpoint Charlie, Muro de Berlín, Alexanderplatz, Reloj Mundial, Parlamento Alemán, Río Spree, Restaurant El Chilenito.
Participantes:
- Marjorie Chau, Artista visual y performer (desde 2001).
- Richard Lavoz, Peluquero y Yuri Deković, Diseñador (Casados. En Berlín desde 2016).
- Eduardo Estrada, Empresario gastronómico (desde 1979).

Otros participantes acreditados:
- Lily Blue, perrita adoptada en Chile, mascota de Marjorie.
- Cecilia Fuentes, Diseñadora industrial, dueña tienda South Embassy (desde 2011).
- Silvana Romero, Cantante (desde 2019), cliente chilena de peluquería de Richard Lavoz.

#### Islas Canarias,España
Lugares Visitados:
- Gran Canaria: Puerto de Mogán, Maspalomas, Dunas de Maspalomas, Cuevas de Guayabeque, Fortaleza de Ansite, Teatro Cruce de Culturas, Playa de las Canteras, Pico de las Nieves, Telde, Barrio Vegueta, Bar Mr. Búho.
- Lanzarote: Casa Museo del Campesino, Playa del Papagayo, Jameos del Agua, San Bartolomé.

Participantes:
- Valeska Álvarez, Artista de circo (desde 2006) - Gran Canaria.
- Guillermo Lecaros, Bartender (desde 2013) - Gran Canaria.
- Carlos Valenzuela, Asesor de marketing digital (desde 2016) - Lanzarote.

Otros participantes acreditados:
- Camila Vásquez, chilena, esposa de Guillermo Lecaros.

#### Serbia
Lugares visitados:
- Novi Sad: Fortaleza de Petrovaradin, Šabac, Puente del río Šabac.
- Belgrado: Fortaleza Kalemegdan, Museo Militar, Templo de San Sava, Đelićeva 3, Torre Gardoš, Orillas del Danubio, Plaza de la República, Knez Mihailova, Mirador Kalemagdad, Ministerio de Defensa de la Ex Yugoslavia, Restaurant Dva Jelena.

Participantes:
- Sofía Baxter, Tripulante de cruceros (desde 2019) - Novi Sad.
- Exequiel Videla, Publicista (desde 2019) - Belgrado.
- Macarena Henríquez, Manager bar latino (desde 2017) - Belgrado.

Otros participantes acreditados:
- Predrag Dimitrić, Subastador de arte, serbio, pareja de Sofía Baxter.

- Carolina León, Intérprete (desde 2020), chilena que encuentran en la Torre Gardoš.
- Jovan Orbović, Ingeniero Civil Informático, serbio, marido de Macarena Henríquez.

#### París,Francia
Lugares visitados: Montmartre, Basílica del Sagrado Corazón, Moulin Rouge, Gentilly, Ciudad Internacional Universitaria de París, Cementerio Père Lachaise, Belleville, Olympiades, Barrio Chino, Teatro Bataclan, XI Distrito de París, Exsede de Charlie Hebdo, Calle de Rivoli, Museo del Louvre, Arco del Triunfo, Plaza Edith Piaf, Plaza Gambetta, Mayli’s (restaurant de empanadas chilenas), Plaza de la República, Torre Eiffel.
- Juan Carlos Rojas, Instalador de cerámicas y corpóreo de Condorito (desde 2016).
- Erika Olavarría, Periodista de TV (desde 2010).
- Johanna Caris, Trabajadora social (desde 2011).

#### Reikiavik,Islandia
Lugares visitados: Cementerio de Reikiavik, Old Harbour Souvenirs, Skógafoss, Reykjadalur, Parque Hellisgerði, Hotel Viking, Fjaran Restaurant, Gullfoss, Geysir, Viajero del Sol, Harpa, Casa de la primera ministra, Althingi (Parlamento Nacional), Hallgrímskirkja, Grótta.
Participantes:
- Héctor Silva, Instructor de Karate (desde 1999).
- Fabiola Castillo, Profesora de preescolar (desde 2000).
- Ronald Olguín, Supervisor de higiene y servicio (desde 2016).
- Camila Canales, Doctora en Química (desde 2019).

Otros participantes acreditados:
- Nura Silva, chilena, hermana de Héctor.
- Arnar Búason, islandés, esposo de Camila Canales.

#### Roma,Italia
Lugares visitados: Teatro dell’Opera, Ruinas del templo de Minerva, Altar de la Patria, Via dei Fori Imperiali, Boca della Verità, Coliseo de Roma (Anfiteatro Flavio), Fontana di Trevi, Panteón de Roma, Via Condotti, Largo di Torre Argentina, Piazza Navona, Trastevere, El Vaticano, Estatua de San Francisco, Basílica San Juan de Letrán, Murallas Aurelianas, Barrio San Lorenzo, Plaza del Campidoglio, Barrio Pigneto.
- Arturo Espinosa, Cantante lírico (desde 2019).
- Paula Vidal, Economista (desde 2016).
- Cynthia Iasalvatore, Consultora informática (desde 1984).

### Quinta Temporada (2023)

#### Dublín,Irlanda
Lugares visitados: Howth, Baily & Kish (restaurant), Castillo de Malahide, Grand Canal Dock, Sandycove, Johnnie Fox’s Pub, Catedral de Christchurch, Molly Malone, Guinness Store House, Ha’penny Bridge, Castillo de Dublín, Trinity College, The Spire, estatua de Oscar Wilde, estatua de Bernardo O’Higgins, Phoenix Park, Temple Bar.
- Natalia Marmolejo, Productora de eventos (desde 2016).
- Leonardo Figueroa, Mantenimiento general (desde 2020).
- Belena Padget, Comunicadora audiovisual (desde 2022).
- Natalia Lobos, Geógrafa (desde 2018).

#### FranciayMónaco
Lugares visitados:
- Niza: Plaza Garibaldi, Catedral de Santa Reparata, La Lupita - Mexican Kitchen and Bar, Chez Theresa (restaurant), Lou Balico (restaurant de comida niçoise), Angéa (tienda de macarons), Promenade des Anglais, Colline du Château, Plaza Massena, La Citadelle, La Havane (restaurant), Puerto de Niza, Socca (restaurant), Arènes de Cimiez.
- Mónaco: Palacio de Mónaco, Casino de Montecarlo, Puerto de Mónaco.
- Cannes: Palais des Festivals, La Croisette.

Participantes:
- Fefi Pezoa, Dueña de casa y artista amateur (desde 2018) - Niza.
- Marcela Vallejos, Cantante (desde 1994) - Niza y Mónaco.
- Patricio Ulloa, Coach crossfit (desde 2021) - Niza y Cannes.

#### Oporto,Portugal
Lugares visitados: Iglesia de los Clérigos, Librería Lello e Irmão, Mirador de la Victoria, Casa Oriental (tienda de sardinas), McDonalds Imperial ("el más bonito del mundo"), Manteigaria (pastelería), Santa Catarina, Majestic Café, Capilla de las Almas, Avenida de Los Aliados, Brasão Aliados (restaurant), Gaia, Viña Fonseca, Conga (restaurant), Estación de São Bento, Torre de los Clérigos, Puente Don Luis I, Mercado do Bolhão, Casa Chinesa (tienda), Cantinho do Tareco, Remedio Santo (restaurant), Parque da Cidade do Porto.
- Tamara Medina, Ingeniera y guía turística (desde 2021).
- Franco Troncoso, Tarotista y astrólogo (desde 2022).
- Melissa Casanova, Ingeniera agrónoma (desde 2020).

#### Estado de Florida,Estados Unidos
Lugares visitados:
- Miami: Wynwood, Design District, Miami Beach, Pequeña Habana, Versailles Cuban Cuisine, Absolut Cigar (tienda de habanos), Cuba Ocho (bar), Parque Nacional Everglades, Restaurant Sabores Chilenos.
- Fort Lauderdale: Yellow Green Farmers Market, Flanigan's (restaurant), Fort Lauderdale Beach, 15th Street Fisheries.

Participantes:
- Natalie Dujovne, Actriz (desde 2016) - Miami.
- Giovanni Canale, Presentador y productor de TV (desde 2016) - Fort Lauderdale.
- Ingrid Encina, Restaurantera Sabores Chilenos (desde 1989) - Miami.

#### Kioto,Japón
Lugares visitados: Arashiyama, Bosque de bambú de Arashiyama, Estación Kawaramachi, Río Kamo, Higashiyama, Templo Kiyomizu, Kyoto Station, Fushimi Inari Taisha, Mercado de Nishiki, Templo Nishi Hongan-Ji, Templo Heian-Jingū, Museo de artesanía y diseño de Kioto, Gion.
- Isabel Cabaña Rojas, Profesora universitaria (desde 2018).
- Patricio Vera Bringas, Especialista metalúrgico (desde 2016).
- Silvia Barrios de Kino, Profesora de español (desde 1973).

#### Ciudad de México,México
Lugares visitados: Centro Histórico, Plaza de la Constitución (Zócalo), Palacio Nacional, Arena México, Mercado de Sonora, Central de Abasto, Un Rincón de Chile (Fonda Restaurante), Torre Latinoamericana, Plaza Garibaldi, Mercado de Coyoacán, Xochimilco.
- Stephanie Vaquer, Luchadora profesional (desde 2013).
- Roxana Pardo, Actriz y empresaria gastronómica, (desde 1994).
- Paz Court, Cantautora (desde 2019).

#### Andalucía,España
Lugares visitados:
- Marbella: Plaza de Toros de Marbella, Bar La Perdiz, Casco Antiguo de Marbella, Bar de Tapas: "La Santa", Puerto Banús, Paseo Marítimo Marbella.
- Sevilla: La Giralda, Real Alcázar de Sevilla, Catedral de Sevilla (tumba de Cristóbal Colón), Casa Morales (bar de tapas), Plaza España, Setas de Sevilla.
- Granada: La Alhambra, Barrio del Albaicín, Bar Aixa, San Miguel Alto, Tablao flamenco La Petenera.

Participantes:
- Cristián Alcaya Roco, Constructor (desde 2006) - Marbella.
- Priscilla Gálvez, Psicoterapeuta (desde 2022) - Sevilla.
- Erika Fritz Roa, Bailaora de flamenco (desde 2017) - Granada.

#### Japón
Lugares visitados:
- Tokio: Torre de Tokio, Ryogoku Station, Parque Kyu Yasuda.
- Osaka: Abeno Harukas, Shotengai, Templo Shitennoji, Dotonbori.
- Kōbe: Noevir Stadium, Monumento al robot Gigantor, Meriken Park, Restaurant Chileno Gran Micaela y Dago.

Participantes:
- Akari Elgueta, Luchadora profesional (desde 2019) - Tokio.
- Cristián Leiva, Salaryman (desde 2007) - Osaka.
- Christian Melillán, Dueño de restaurant chileno y traductor de fútbol - Kōbe.

#### India
Lugares visitados:
- Jaipur: Fuerte Amber, Jal Mahal, Galtaji (Templo de los monos).
- Rishikesh: Puente Ram Jhula, Río Ganges, Ashram de Los Beatles.
- Delhi: M-Block Market, Tumba de Humayun, Paharganj, Museo Gandhi, Mezquita Jama Masjid, India Gate.

Participantes:
- Mª José Gutiérrez Auad, Fabricante de ropa (desde 2016) - Jaipur.
- Fiore Cosignani, Profesora de yoga (desde 2016) - Rishikesh.
- Mariette Oportus, Profesora de Español (desde 2018) - Delhi.

#### Riviera Maya,México
Lugares visitados:
- Cozumel: San Miguel de Cozumel, Hotel Hostelito, Coko Divers (escuela de buceo), Cervecería Punta Azul, Atlantis Submarine.
- Tulum: Ruinas mayas de Tulum, Cenote Dos Ojos.
- Playa del Carmen: Quinta Avenida, Natura Rolls (restaurant), Club 115.
- Cancún: Playa Delfines, avenida Carlos Nader, Puerto Juárez, Isla Mujeres, Parque de las Palapas.

Participantes:
- Gerardo Parot, Instructor de buceo y fotógrafo (desde 2019) - Cozumel.
- Nicolás Medina, Empresario (desde 2012) - Tulum y Playa del Carmen.
- Lily Jara, Editora y Microempresaria (desde 2004) - Cancún.

Otros participantes acreditados:
- Rodrigo Jara, Microempresario, chileno, hermano de Lily Jara (desde 2005).

#### Londres,Reino Unido
Lugares visitados: Borough Market, London Bridge, Puente de Southwark, Shakespeare's Globe Theatre, Millenium Bridge, Recorrido por el Támesis en Uber Boat, Palacio de Westminster (Big Ben), London Eye, Chinatown, Sky Garden, London Underground, Palacio de Buckingham, Camden Town: The Hawley Arms (pub), Cyberdog (tienda), King's Cross - St. Pancras (Plataforma 9 ¾), Oxford Circus, Harrison's Coffee "The Chilean way", Piccadilly Circus, Leicester Square, Estatua de Mr. Bean, Torre de Londres, Tower Bridge.
- Ignacio Niemeyer, Técnico de Mantenimiento (desde 2011).
- Verónica Guzmán Quilaqueo, Geógrafa (desde 2022).
- Alfredo Ruz, Conductor de autobuses (desde 2003).

Curiosidades del capítulo:
- Fue grabado el día del cumpleaños de Marcelo Kiwi.
- Este episodio cuenta además con un spin-off, titulado "Londres sin romper tu billetera", disponible en YouTube.
- Harrison's Coffee es una cafetería de dueños chilenos, que fabricó la empanada del vídeo "Chilean food with Pedro Pascal".

#### Malta
Lugares visitados:
- Isla de Malta: La Valeta, Mdina, Las Tres Ciudades (Senglea, Vittoriosa y Cospicua), Cruz Roja de Malta, Fuente de Tritón, Corte Suprema de Malta, St. George's Square, Sliema, Blue Grotto, Jeff's Pastizzeria, Kalkara, Palazzo Huesca,
- Isla de Gozo: Victoria, Plantas de sal, Azure Window, Ramla Bay, La Cittadella.

Participantes:
- Lincoln Flores, Kinesiólogo (desde 2020) - Isla de Malta.
- Shaiza González, Kinesióloga (desde 2020) - Isla de Malta.
- Francisco Aros, Esteticista (desde 2020) - Isla de Malta.
- María José Segovia, Instructora de yoga (desde 2017) - Isla de Gozo.

### Sexta Temporada (2024)

#### Ho Chi Minh,Vietnam
Lugares visitados: Mercado Ben Thanh, Parque Le Thi Rieng, Lago Tortuga, Landmark 81, Pagoda Ky Quang, Túneles de Cù Chi, Papá Orso (Restaurant), Ópera de Ho Chi Minh, Bui Vien Street.
- Daniela Oñate, Periodista y Profesora de Inglés (desde 2019).
- Patricio Naipayan, Técnico en pesca y dueño de restaurant (desde 2007).
- María José Gaete, Emprendedora (desde 2022).

#### Auckland,Nueva Zelanda
Lugares visitados: Sky Tower, Downtown Terminal, Devonport, Monte Victoria (Takarunga), Mission Bay, Estudios Sky Sports NZ, Hobbiton, All Blacks Experience, Eden Park, Volcán Maungawhau, Piha.
- Marcela Céspedes, Creadora Digital (desde 2019).
- Rodrigo Gómez Bolbarán, Perodista (desde 2014).
- Danilo Pérez Carrasco, Tour Guide Hobbiton (desde 2016).
- Juan Carlos Ravet, Emprendedor, Dueño de Food Truck (desde 2001).

#### El Cairo,Egipto
Lugares visitados: Khan Al Khalili, Ciudadela de El Cairo, Pirámides de Giza, Madinaty, Leones del Río Nilo, Barrio Copto, Oriental Carpet School, Saqqara, Radio El Cairo.
- Gada Kanaan, Maestra internacional de danza árabe
- Paula Villegas, Piercer y Técnico en desabolladura (desde 2023).
- Berta Soto, Agente de viajes y locutora de radio (desde 2004).

#### Madrid,España
Lugares visitados: Restaurant “La Guatona”, Mercado Del Rastro, Tienda ecológica “Como en casa”, Bar La Casa de las Navajas, Restaurant “Los Caracoles”, Parque Del Retiro, Fuente de Cibeles, Círculo de Bellas Artes de Madrid, Teatro Real, Palacio Real de Madrid, Plaza Mayor, Barrio Salamanca, Casa Dani (restaurant), Templo de Debod, Escuela Superior de Canto (Palacio Bauer), Plaza El Sol, Estadio Santiago Bernabéu, Pastelería Chilena Glassé, Restaurant Mirador San Fins, Carabanchel.
- Karin Avaría, Empresaria Gastronómica (desde 2009).
- Javiera Saavedra, Cantante lírica (desde 2022).
- Luis Toledo Bustos, Gestor deportivo (desde 2005).

Capítulo dedicado a la memoria de Leonardo Navarro, cantante lírico del episodio de Viena en la primera temporada.

#### Melbourne,Australia
Lugares visitados: Flinders Street Station, AC/DC Lane, Docklands, Yarra Bend Park, Napier Hotel, Carwyn Cellars (botillería), Cactus Room (sala de ensayo grupo musical Sorbo Amplio), Williams Racing Fan Zone, Queen Victoria Market, Healesville Sanctuary, Melbourne Cricket Ground, Brighton Beach, Hosier Lane, Fitzroy Market, Neruda’s Brunswick (Café Bar).
- Joshua Laurie, mánager de retail (desde 2020).
- Tere Bascu, asesora profesional (desde 2018).
- Agustín Vargas, empresario gastronómico (desde 1975).

#### Nueva York,Estados Unidos
Lugares visitados: Fifth Avenue, Central Park, Puente de Brooklyn, Times Square, The Vessel, Coney Island, CBGB, Duff’s (bar), Staten Island Ferry, Wall Street, One World Trade Center, Infinity Pool, Barrio Chino, Williamsburg (Barrio Judío), Friends Building, Washington Square Park.
- Jay Maluenda, Cantante urbano y plomero (desde 2017).
- Amaru Fenoutt y Roberto Fenoutt, hermanos y músicos “Non Residents” (desde 2015).
- Álvaro Uccelletti, Actor y guía turístico (desde 2017).

#### Toronto,Canadá
Lugares visitados: Kensington Market, Retail Cannabis Store, Harbour Square Park, Centre Island, Harbourfront, Barrio Chino, Sneaky Dee’s (bar), Cinespace Studios, Niágara, Cataratas del Niágara, Toronto Eaton Centre, Yonge-Dundas Square, CN Tower, City Hall Toronto, Union Station, Berczy Park (plaza de los Perros), St. Lawrence Market, The Hospital for Sick Children, Louis Vuitton Bloor Street, Royal Ontario Museum, 
- Diego Villalobos, Carpintero (desde 2014).
- Yasna Godoy, Doble y decoradora de cine (desde 2004).
- María José Bouey, Oradora  y educadora (desde 1988).

#### Sídney,Australia
Lugares visitados: Bondi Beach, Symbio Wildflife Park, Centennial Park, Darling Harbour, Circular Quay, Isla Cockatoo, The Rocks Market, Harbour Bridge, Ópera de Sídney, Manly, Pochito Chilean Street Food, Newtown.
- Catalina Larach, Nutricionista (desde 2018).
- Nicolás Monsálvez, Fotógrafo (desde 2017).
- Paulina Bustamante, Emprendedora Gastronómica (desde 1988).

#### Milán,Italia
Lugares visitados: Duomo di Milano, Galería Vittorio Emmanuele II, Teatro alla Scala, Navigli, Conservatorio Giuseppe Verdi, Milano Centrale, Castello Sforzesco, Ristorante Maruzzella, Bosco verticale, Quadrilatero della moda, Istituto Marangoni.
- Marco Tejo, Fotógrafo y camionero (desde 2003).
- Gabriel Morguez, Violinista (desde 2019).
- Paula Cobo, Psicóloga y Diseñadora de Moda (desde 2023).

#### Edimburgo,Reino Unido
Lugares visitados: Universidad de Edimburgo, George Heriot’s School, Grassmarket, The Last Drop (Pub), Victoria Street, Mums (Restaurant), Sandy Bells (Pub), Estatua del perro Bobby (Greyfriars), Cementerio de Greyfriars, The Scotch Whisky Experience, Castillo de Edimburgo, Leith, Calton Hill.
- Ramón Valdivieso, Abogado y Profesor de Derecho (desde 2021).
- Laura Salazar, Experta en Experiencias en Vinos (desde 2022).
- Tony Bittner-Collins, Profesor de Inglés y Músico (desde 2019).

#### Oranjestad,Aruba(Reino de los Países Bajos)
Lugares visitados: Eagle Beach, Mariposario de Aruba, Parque Nacional Arikok, Bonvino (tienda de vinos chilenos), Moomba Beach, Ostrich Farm, Faro California, Ruinas de Bushiribana, Aruba Aloe Factory, Donkey Sanctuary Aruba, Zeerover (restaurant), Nicolás (zona de murales), Baby Beach, Pelican Pier. 
- Karen Muñoz, Ingeniera Comercial (desde 2017).
- Cristina Rood, Terapeuta Integral (desde 2012).
- Carolina Voullieme, Directora de ventas y marketing Marriott (desde 2014).

#### Oslo,Noruega
Lugares visitados: Akker Brygge, Grønland, Holmenkollen, Monumento del Troll, Intility Arena Oslo, Jernbanetorget (Estatua del Tigre), Estación Central de Oslo, Ekebergparken, Museo del Pueblo Noruego, Ópera de Oslo, Teatro Nacional de Oslo, Palacio Real de Oslo, Oslo Rådhus, Vigelandsparken, Mathallen Oslo (Mercado). 
- Carlos Barrera, Productor de eventos y Hotelería (desde 1991).
- Micky Benavides, Tatuador (desde 2015).
- Mauricio Solís, Constructor (desde 2016).

### Séptima Temporada (2025)
A la fecha, se han publicado en la cuenta oficial de Instagram, la filmación de episodios para esta temporada en Zürich (Suiza), República Dominicana, Puerto Rico, Panamá, Río de Janeiro (Brasil), Montreal (Canadá), Camboya, Vietnam, Seúl (Corea del Sur), Bruselas (Bélgica) y Venecia (Italia).
Nom Pen y Siem Riep, Camboya 
Lugares visitados: Wat Phnom, Phsar Thmey (Mercado Central), Palacio Real de Nom Pen, Angkor Wat, Casas flotantes y palafitos de Kampong Phluk, Pub Street, Monumento a la Independencia y Monumento al Rey, Mercado Ruso, Museo del Genocidio (Tuol Sleng).
Participantes:
- Matías Bravo, Escritor (desde 2013). IG: @matiasandres_fightlife
- Margarita "Maggie" Venegas, Profesora Online (desde 2024). IG: @mpaz_vr
- Karin López, Profesora de Inglés (desde 2023).

Zúrich, Suiza 
Lugares visitados: Río Limago, Ayuntamiento de Zúrich, Paradeplatz, Sprüngli (cafetería tradicional), Lindt Home of Chocolate (Kilchberg), Chocolatería Marc Döhring, Grossmünster, Estación Central de Zúrich, Mirador Waid, FC Zürich, Universidad de Zúrich, Trubenwilerstrasse, Pista de Patinaje sobre Hielo (no mencionada), Tiefenbrunnen (casa de Joseph Blatter), Estadio Letzigrund. 
Participantes:
- Christian Aguayo, Arquitecto y Diseñador (desde 2007). IG @atelier_avantgarde.
- Loreto Rojas, Instructora de Zumba y Yoga (desde 2017). IG @movewithlore.
- Leslie Overdick, Exfutbolista y Mánager FC Zürich (desde 2015). IG @les_over

Otros participantes acreditados:
- Joseph Blatter, expresidente de FIFA.